# Prisaca (okręg Bihor)
Prisaca – wieś w Rumunii, w okręgu Bihor, w gminie Uileacu de Beiuș. W 2011 roku liczyła 411 mieszkańców.